# 荷葉飯

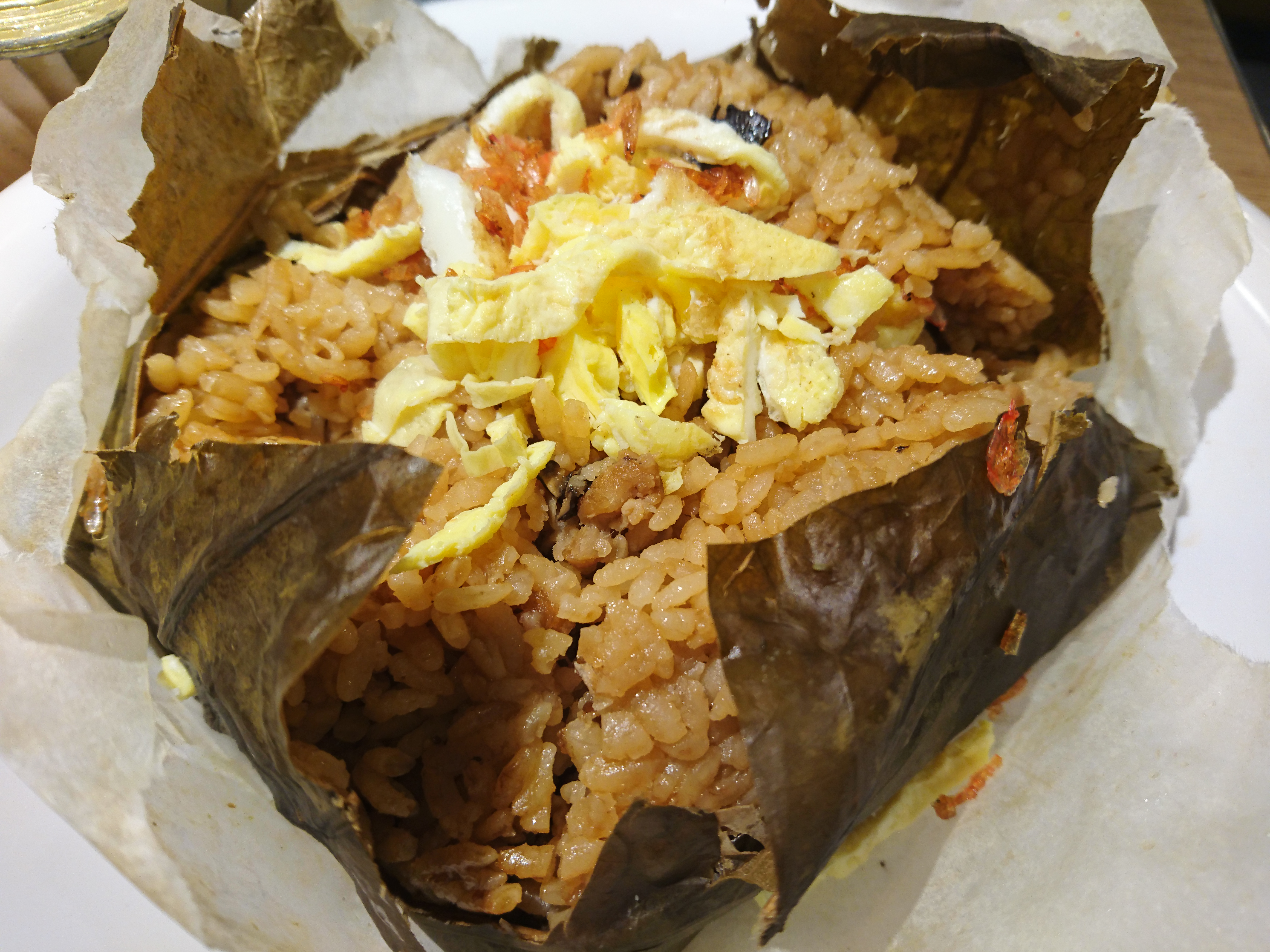
荷葉飯

荷葉飯是廣東點心的一種。製法是以新鮮荷葉包著香米，中央放魚、雞肉、冬菇等餡料，蒸熟而成。

## 簡要
荷葉飯的歷史悠久，明末屈大均《廣東新語》中記說：“東莞以香粳雜魚肉諸味，包荷葉蒸之，表裏香透，名曰荷包飯。”而相傳在更早的南北朝時已開始有以荷葉包裹米飯的作法。
荷葉飯所用的餡料不一，現在一般飲茶時每以「鮮蝦荷葉飯」作招徠，以蝦配合荷葉的香味。
和糯米雞不一樣，荷葉飯用的不是糯米，而是普通粘米或絲苗米。此外，好的荷葉飯要有荷葉的清香，因此宜用新鮮的荷葉。